# Hydroptila stellifera
Hydroptila stellifera är en nattsländeart som beskrevs av Morton 1893. Hydroptila stellifera ingår i släktet Hydroptila och familjen smånattsländor. Inga underarter finns listade i Catalogue of Life.